# 陈嘉 (语言学家)
陈嘉（1907年—1986年），男，浙江杭州人，中国英语语言文学家，曾任南京大学教授、博士生导师，第五、六届全国政协委员。